# SILC
För andra betydelser, se SILC (olika betydelser).
SILC är ett internetprotokoll som främst används för att skicka krypterad textmeddelanden över Internet. SILC designades av Pekka Riikonen mellan 1996 och 1999 och släpptes publikt under sommaren 2000. Strax därefter skrevs den första klienten och den första servern. Idag finns det – förutom den officiella klienten – många program som stödjer SILC, bl.a. Pidgin, Irssi (med plugin) och Colloquy.